# Clonopsis gallica
Clonopsis gallica är en insektsart som först beskrevs av Toussaint de Charpentier 1825.  Clonopsis gallica ingår i släktet Clonopsis och familjen Bacillidae. Inga underarter finns listade i Catalogue of Life.